# Draconarius haopingensis
Draconarius haopingensis là một loài nhện trong họ Amaurobiidae.
Loài này thuộc chi Draconarius. Draconarius haopingensis được Jia-Fu Wang miêu tả năm 2003.